# 旗杆花园

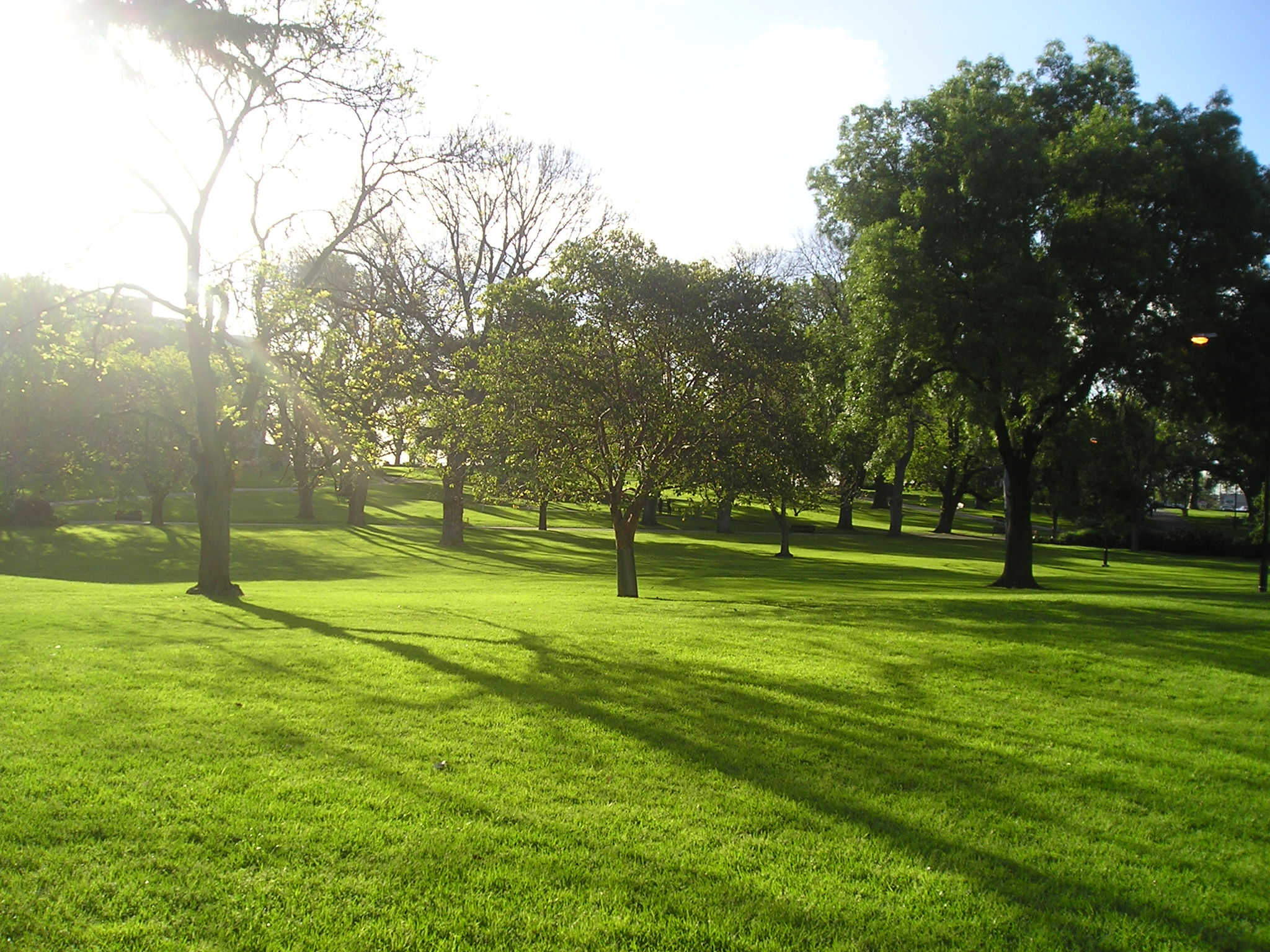

旗杆花园（英語：Flagstaff Gardens）是澳大利亚维多利亚州墨尔本最古老的公园，始建于1862年。如今，它仍是该市居民、附近上班族和游客访问量最大以及使用最广泛的公园之一。花园因其对墨尔本历史的考古、园艺、历史和社会意义而著称。
花园由墨尔本市管理，占地7.2公頃（18英畝），四周为威廉街（William Street）、拉筹伯街（La Trobe Street）、 国王街（King Street）和达德利街（Dudley streets）。在对面的东南角是旗杆车站（Flagstaff railway station）的入口。斜对面是皇家铸币厂的维多利亚分厂，成立于1869年8月7日。原皇家铸币厂大楼是保存完好的维多利亚淘金潮（}）繁荣时期古典风格建筑。立面的特色是成对的柱子上，带有皇家铸币厂纹章。维多利亚市场在威廉街的东北角。
公园内有广阔的草坪，有各种树木、花坛和野生动物。北部角落有保龄球草坪、玫瑰花坛、花卉和灌木花坛。沿着威廉街有网球场，也兼作排球场、手球场和篮网球场。附近的电烧烤炉，为12月的办公室聚会提供了热门场所。散落在草坪和花园周围的纪念碑和雕塑，表达了该地区的一些社会意义。
2004年，旗杆花园被列入维多利亚州遗产名录 。

## 历史
1835年墨尔本建立后，殖民地的第一批死者埋葬在威廉街和国王街之间的高地上，俗称“葬礼山”（Burial Hill）。 山上可以看到小殖民地、雅拉河和菲利普港湾的全景。